# Sanne
La Sanne est une rivière française, affluent du Dolon.

## Géographie
La Sanne prend sa source à 632 m d'altitude sur la commune de Primarette, en Isère. Elle coule ensuite vers le sud-ouest, traversant successivement Montseveroux, Moissieu-sur-Dolon, Bellegarde-Poussieu, La Chapelle-de-Surieu, Saint-Romain-de-Surieu, Ville-sous-Anjou, Salaise-sur-Sanne et Sablons où elle se jette dans le Dolon après 25,8 km, peu avant le confluent de ce dernier avec le Rhône